# Staré Hory (okres Banská Bystrica)
Staré Hory jsou obec na Slovensku v okrese Banská Bystrica. Má zhruba 500 obyvatel. Je známá jako katolické poutní místo s historií poutí sahající do 15. století.

## Poutní místo
Obci dominuje původně gotický kostel Navštívení Panny Marie z roku 1499, který byl v roce 1722 barokně přestavěn a v roce 1850 klasicistně upraven. V roce 1990 jej papež Jan Pavel II. povýšil na basilicu minor.
V údolí nazývaném Studnička, kde se údajně v 15. století zjevila Panna Maria, se nachází poutníky navštěvovaný pramen a kaplička.

## Historie

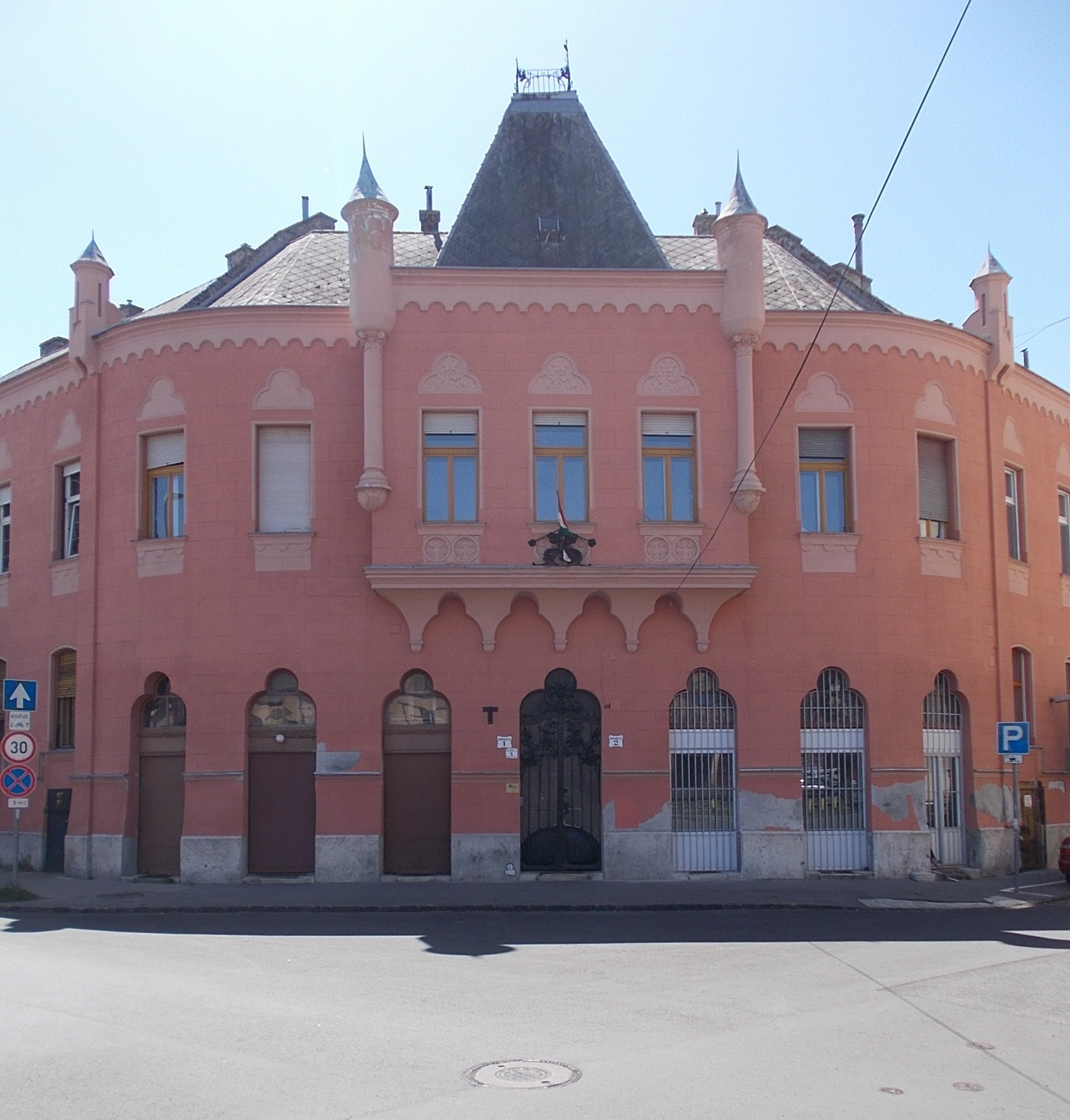
Óhegy, Gergely utca 1

V oblasti mezi Starými Horami a Španí Dolinou existují doklady o dobývání měděných rud již ze starší doby bronzové. Středověká obec vznikla jako těžařská osada ve 13. století. Těžila a zpracovávala se zde železná, stříbrná a měděná ruda. Největšího rozvoje v této oblasti Staré Hory dosáhly na přelomu 15. a 16. století, kdy zde existoval komplex tavicích hutí, s čímž souvisel i rozvoj těžby dřeva a uhlířství. Thurzovsko – fuggerovská těžařská společnost, provozující těžbu ložiska Staré Hory – Špania Dolina, byla v 16. století největším producentem mědi na světě. Měď se z Uherska vyvážela do Benátek, Vratislavi, Gdaňska, Pomořanska i Flander. 
Po úpadku těžby rud v 18. století se obyvatelé živili zejména těžbou dřeva a ženy paličkováním.
Během Slovenského národního povstání byly Staré Hory dějištěm některých tragických událostí. Místní občané aktivně pomáhali partyzánům i povstaleckému vojsku. Sídlila zde polní povstalecká nemocnice i štáb partyzánské brigády.
Obec osvobodili vojáci rumunské armády, kteří byli součástí druhé ukrajinské fronty, dne 4. května 1945.